# Городище (Березинський район)
Городище (біл. вёска Гарадзішча) — село в складі Березинського району Мінської області, Білорусь. Село підпорядковане Богушевицькій сільській раді, розташоване в східній частині області.